# РУБОП
Региона́льное Управле́ние по Борьбе́ с Организо́ванной Престу́пностью (сокр. РУБОП, первоначально РУОП). Существовало в 1993—2001 гг.

## Предыстория
В конце 1980-х годов криминальная обстановка в СССР стала ухудшаться: преступность в Советском Союзе приобрела ярко выраженный организованный характер. 17 июня 1985 года появился приказ МВД СССР «Об усилении борьбы с организованными группами» и «Об усилении борьбы с деятельностью лидеров уголовно-преступной среды». Результат усиления борьбы оказался слабый ввиду того, что у сотрудников не было опыта такой деятельности и знаний о том, что и как нужно делать.
«Родиной» УБОПа называют УССР — ещё в 1986 году 6-й отдел появился в уголовном розыске УВД Днепропетровской области. Позже выходит приказ МВД СССР № 0014 от 15 ноября 1988 года «О создании управления по борьбе с организованной преступностью» (6-го Управления) МВД. Его возглавил Александр Гуров, генерал-лейтенант милиции, ныне депутат Государственной Думы.
Попадавшие на стол руководства МВД и КГБ сообщения, имевшие в своём содержании названия преступных группировок, носили гриф «секретно» и не предавались огласке. Людям в стране говорили, что организованная преступность есть только в капиталистических странах. Развитие кооперативного движения опровергло это утверждение. Стали появляться наименования «солнцевские», «ореховские». Молодые люди, собранные по территориальному признаку, занимались вымогательством у кооператоров.
В обиход жителей вошло слово «рэкет». Слово «мафия» не прижилось у советских граждан: все думали, что «мафия» есть только на острове Сицилия, и с ней борется неутомимый комиссар Катани в исполнении Микеле Плачидо, хотя фильм «Спрут» заставил многих поверить, что мафия есть и в СССР. Сам Гуров в своей книге «Красная мафия» описывает ситуацию с бездействием руководства милиции, и только после выхода статьи «Лев прыгнул» Гурова вызвал к себе Министр внутренних дел СССР Вадим Бакатин и дал согласие на увеличение численности оперативного состава. Милиционеров стали снабжать всем необходимым, появлялась техника, транспорт, постепенно и сами сотрудники стали учиться изобличению преступных групп.
Уголовный кодекс РСФСР и кодексы других союзных республик не предусматривали специальные статьи об организованной преступности; имелась лишь статья «бандитизм», но дать согласие на возбуждение уголовного дела с такой формулировкой никто не решался. Сам Гуров в интервью газете «Коммерсантъ» скажет:

Если бы тогда, сразу, внесли поправки в УК, то можно было многих посадить и надолго. Вместо этого нам говорили, что «бандитизма» у нас нет, и возбуждать такие дела не станут.

Позже Гуров в одном из телеинтервью сказал, что в конце 1980-х в 6-м Управлении была почти полная база данных на всех «воров в законе», «криминальных лидеров», но из-за предательства руководства часть базы украли и «нужных» людей просто оповестили. Многие жители Москвы знали о существовании группировок в районе «Рижского рынка», одного из первых мест зарождения рыночной экономики и преступности в СССР. Именно в местное отделение милиции стали поступать заявления граждан о фактах вымогательств, но и тут руководство не спешило применять меры, ссылаясь на отсутствие юридических аспектов.
В МУРе в 1986 году было создано подразделение, ставшее прообразом московского РУБОП. Cыщики, научившись грамотно работать, стали изобличать преступных лидеров, хотя у многих такие плоды работы восхищения не вызывали. Постепенно 6-е Управление реорганизовали. Гуров ушёл в КГБ, но позже ушёл и оттуда.
В феврале 1991 года 6-е управление МВД СССР было преобразовано в Главное управление по борьбе с наиболее опасными преступлениями, организованной преступностью, коррупцией и наркобизнесом.

## Создание и деятельность РУБОП
После распада СССР шестое Главное Управление МВД СССР было преобразовано в Главное Управление по организованной преступности МВД России. Формирование службы по борьбе с организованной преступностью произошло в 1993 г., когда были образованы 15 региональных управлений по организованной преступности.
| - РУОП ГУВД г. Москвы - РУОП ГУВД Московской области - РУОП ГУВД по Санкт-Петербургу и Ленинградской области - Центральное РУОП - Центрально-Чернозёмное РУОП - Северо-Западное РУОП - Волго-Вятское РУОП - Поволжское РУОП - Северо-Кавказское РУОП - Южное РУОП - Уральское РУОП - Западно-Сибирское РУОП - Восточно-Сибирское РУОП - Северо-Восточное РУОП - Дальневосточное РУОП |

Все РУОПы, за исключением Московского, Московской области и Санкт-Петербургского, которые подчинялись местным ГУВД, были подчинены ГУОП МВД России. Также во всех регионах, кроме Москвы, Московской области, Санкт-Петербурга и Ленинградской области, где были созданы РУОПы, а также Чеченской Республики, не контролировавшейся тогда федеральным центром, были созданы Управления по организованной преступности, подчинявшиеся местным ГУВД (УВД). В Москве в каждом административном округе были созданы отделы по организованной преступности, подчинявшиеся УВД административных округов.
Когда в Санкт-Петербурге был организован РУОП — он не подчинялся ГУВД по Санкт-Петербургу и Ленинградской области. А замыкался сразу на ГУБОП. Позже его реорганизовали в РУБОП по Санкт-Петербургу и Ленинградской области, ввели в подчинение Северо-Западного РУБОП которому так же подчинялись РУБОПЫ северо-западных районов (Мурманский, Архангельский…).
Окончательное формирование централизованной службы по борьбе с организованной преступностью произошло в 1996 г. Тогда РУОПы Москвы, Московской области, Санкт-Петербурга и Ленинградской области были выведены из подчинения местных ГУВД и были напрямую подчинены ГУОП МВД России. Управления по организованной преступности в регионах РФ и отделы в административных округах г. Москвы также были выведены из местного подчинения и подчинены РУОПам, курировавшим данные регионы.
В 1998 г. к сокращённому названию службы была добавлена буква «Б». ГУОП стал называться Главным Управлением по борьбе с организованной преступностью, а РУОПЫ — Региональными управлениями по борьбе с организованной преступностью. Также было принято решение о слиянии Центрального и Московского РУОПов, на их базе было образовано Центральное региональное управление по борьбе с организованной преступностью (ЦРУБОП). Также были объединены Северо-Западный РУОП и РУОП по Санкт-Петербургу и Ленинградской области в единый Северный и Северо-Западный РУБОП. В таком виде служба просуществовала до 2001 г.
По оценке Владимира Семёновича Овчинского, "благодаря РУБОПам остановили волну насилия в середине 1990-х годов, когда ситуация в страна была уже практически неуправляемой".

## Ликвидация службы
В 2001 году руководитель МВД России Борис Грызлов принимает решение об очередной реорганизации данной службы. РУБОПы прекращают своё существование. На базе некоторых из них создаются оперативно-розыскные бюро при Главных управлениях по федеральным округам. Подразделения в регионах и в округах г. Москвы вернулись в местное подчинение и стали частью криминальной милиции. Орган стал именоваться как УБОП ГУВД (того или иного региона).
В 2008 году Президент РФ Дмитрий Медведев принимает решение о ликвидации службы по борьбе с организованной преступностью и создании на их базе подразделений по борьбе с экстремизмом и государственной защите. В 2014 году глава МВД России Колокольцев принимает решение о ликвидации Главных управлений МВД по федеральным округам (кроме Северо-Кавказского), а также ОРБ, созданных на базе РУБОПов. Впоследствии отделы по борьбе с организованной преступностью были воссозданы в составе Управлений уголовного розыска.

## Основные сферы деятельности РУБОП
Исходя из названия, задачей РУБОП была борьба с организованной преступностью. РУБОП являлся оперативным подразделением, которое осуществляло оперативно-разыскную деятельность. В нём не было своих служб дознания и следствия, поэтому сами они уголовные дела возбуждать не могли.
РУБОП совмещал функции уголовного розыска и подразделений по экономическим преступлениям, а до 1996 г., вплоть до формирования в системе МВД службы собственной безопасности, также выполнял и её функции. Также в системе РУБОП было подразделение силовой поддержки — СОБР.
Основные направления деятельности РУБОП можно проиллюстрировать на примере работы по направлениям отделов РУБОП г. Москва.
- 1-й отдел — управление,
- 2-й отдел — информационно - технический,
- 3-й отдел — по освобождению заложников и борьбе с похищениями людей,
- 4-й отдел — по борьбе с бандитизмом,
- 5-й отдел — по «ворам в законе» и криминальным авторитетам,
- 6-й отдел — по борьбе с коррупцией,
- 7-й отдел — по экономическим преступлениям,
- 8-й отдел — по этнической преступности,
- 9-й отдел — по транснациональной преступности,
- 10-й отдел — по борьбе с незаконным оборотом оружия,
- 11-й отдел — СОБР.

Позднее уже после ликвидации РУБОП и ликвидации в системе МВД подразделений по борьбе с незаконным оборотом наркотиков, одним из направлений службы по борьбе с организованной преступностью стала борьба с незаконным оборотом наркотиков. Также впоследствии добавилась функция по борьбе с терроризмом. Последнее название главного органа по борьбе с организованной преступностью было — Департамент по борьбе с организованной преступностью и терроризмом.